# Военно-строительная компания
Военно-строительная компания (ВСК) — некоммерческая компания в подчинении Министерства обороны России.

## Создание
ВСК была создана указом президента России Владимира Путина от 18 октября 2019 года, для осуществления масштабных строительных проектов Минобороны России (строительства, реконструкции и капитального ремонта стратегических объектов). Главой наблюдательного совета компании на срок в 5 лет был назначен глава Минобороны Сергей Шойгу.

## Санкции
2 ноября 2023 года, на фоне российского вторжения на Украину, Военно-строительная компания попала в блокирующий санкционный список США против компаний работающих на оккупированных Россией территориях Украины, как «компания Министерства обороны РФ, участвующая в восстановительных работах в оккупированном Россией Мариуполе».